# Gustav Elmen
Gustav Valdemar Elmen (Estocolmo, Suecia, 22 de diciembre de 1876 - Englewood, Nueva Jersey, Estados Unidos, 10 de diciembre de 1957) fue un técnico eléctrico y metalúrgico estadounidense de origen sueco, inventor en 1913 de una nueva aleación, el permalloy (así como el mu-metal).

## Biografía
Emigró a Estados Unidos en 1893 y obtuvo la nacionalidad en 1918. Trabajó en General Electric de 1904 a 1906, luego en Western Electric de 1906 a 1925, y entre 1925 y 1941 para Bell Laboratories. En 1941, fue responsable de establecer el laboratorio de magnetismo en el Naval Ordnance Laboratory de Washington D. C., centro que dirigió hasta 1956. 
Después de muchas pruebas, en 1914 logró producir una aleación cuya permeabilidad magnética podía aumentarse mediante un tratamiento térmico: el mu-metal. Junto con dos colegas de Bell Laboratories, Oliver Ellsworth Buckley y Harold D. Arnold, publicó alrededor de 1915 un proceso para la fabricación de cables submarinos, en el que el alambre de cobre se entrelaza con los hilos de Permalloy. Este nuevo tipo de cable fue probado en 1923 en las Bermudas, y en septiembre de 1924 se utilizó para cablear desde Nueva York hasta Horta, en las Azores.
Elmen fue recompensado en 1927 con la Medalla John Scott y en 1940 con el Premio Modern Pioneer.